# Primi ministri dello Sri Lanka
Lista dei Primi ministri del Sri Lanka (ශ්‍රී ලංකාවේ අග්‍රාමාත්‍යවරු ලැයිස්තුව) dal 1947 all'attualità.

## Lista
| №    | Immagine | Nome                       | Inizio mandato    | Fine mandato      | Partito                               |
| ---- | -------- | -------------------------- | ----------------- | ----------------- | ------------------------------------- |
| 1    |          | Don Stephen Senanayake     | 24 settembre 1947 | 22 marzo 1952     | Partito Nazionale Unito               |
| 2    |          | Dudley Senanayake          | 26 marzo 1952     | 12 ottobre 1953   | Partito Nazionale Unito               |
| 3    |          | John Kotelawala            | 12 ottobre 1953   | 12 aprile 1956    | Partito Nazionale Unito               |
| 4    |          | S.W.R.D. Bandaranaike      | 12 aprile 1956    | 26 settembre 1959 | Partito della Libertà dello Sri Lanka |
| 5    |          | Wijeyananda Dahanayake     | 26 settembre 1959 | 20 marzo 1960     | Partito della Libertà dello Sri Lanka |
| (2)  |          | Dudley Senanayake          | 21 marzo 1960     | 21 luglio 1960    | Partito Nazionale Unito               |
| 6    |          | Sirimavo Bandaranayake     | 21 luglio 1960    | 25 marzo 1965     | Partito della Libertà dello Sri Lanka |
| (2)  |          | Dudley Senanayake          | 25 marzo 1965     | 29 maggio 1970    | Partito Nazionale Unito               |
| (6)  |          | Sirimavo Bandaranayake     | 29 maggio 1970    | 23 luglio 1977    | Partito della Libertà dello Sri Lanka |
| 7    |          | Junius Richard Jayewardene | 23 luglio 1977    | 4 febbraio 1978   | Partito Nazionale Unito               |
| 8    |          | Ranasinghe Premadasa       | 6 febbraio 1978   | 2 gennaio 1989    | Partito Nazionale Unito               |
| 9    |          | Dingiri Banda Wijetunga    | 6 marzo 1989      | 7 maggio 1993     | Partito Nazionale Unito               |
| 10   |          | Ranil Wickremesinghe       | 7 maggio 1993     | 19 agosto 1994    | Partito Nazionale Unito               |
| 11   |          | Chandrika Kumaratunga      | 19 agosto 1994    | 12 novembre 1994  | Partito della Libertà dello Sri Lanka |
| (6)  |          | Sirimavo Bandaranayake     | 14 novembre 1994  | 9 agosto 2000     | Partito della Libertà dello Sri Lanka |
| 12   |          | Ratnasiri Wickremanayake   | 10 agosto 2000    | 7 dicembre 2001   | Partito della Libertà dello Sri Lanka |
| (10) |          | Ranil Wickremesinghe       | 9 dicembre 2001   | 6 aprile 2004     | Partito Nazionale Unito               |
| 13   |          | Mahinda Rajapaksa          | 6 aprile 2004     | 19 novembre 2005  | Partito della Libertà dello Sri Lanka |
| (12) |          | Ratnasiri Wickremanayake   | 19 novembre 2005  | 21 aprile 2010    | Partito della Libertà dello Sri Lanka |
| 14   |          | D. M. Jayaratne            | 21 aprile 2010    | 9 gennaio 2015    | Partito della Libertà dello Sri Lanka |
| (10) |          | Ranil Wickremesinghe       | 9 gennaio 2015    | 26 ottobre 2018   | Partito Nazionale Unito               |
| (13) |          | Mahinda Rajapaksa          | 26 ottobre 2018   | 15 dicembre 2018  | Partito della Libertà dello Sri Lanka |
| (10) |          | Ranil Wickremesinghe       | 16 dicembre 2018  | 21 novembre 2019  | Partito Nazionale Unito               |
| (13) |          | Mahinda Rajapaksa          | 21 novembre 2019  | 12 maggio 2022    | Partito della Libertà dello Sri Lanka |
| (10) |          | Ranil Wickremesinghe       | 12 maggio 2022    | 22 luglio 2022    | Partito Nazionale Unito               |
| 15   |          | Dinesh Gunawardena         | 22 luglio 2022    | 24 settembre 2024 | Partito della Libertà dello Sri Lanka |
| 16   |          | Harini Amarasuriya         | 24 settembre 2024 | in carica         | Janatha Vimukthi Peramuna             |